# Integrazione di contorno
Nell'analisi complessa, l'integrazione di contorno è un metodo per calcolare integrali lungo contorni, ovvero cammini nel piano complesso. Tale metodo, strettamente legato al calcolo dei residui, può essere anche usato per calcolare integrali lungo la retta reale nei casi in cui le tecniche dell'analisi reale risultano inefficaci.
Tra i metodi di integrazione di contorno ci sono:
- l'integrazione diretta di una funzione a valori complessi lungo una curva nel piano complesso (un contorno);
- l'applicazione della formula integrale di Cauchy;
- l'applicazione del teorema dei residui.

Si può usare un metodo, o una combinazione di questi, per il calcolo degli integrali.

## Curve nel piano complesso
In analisi complessa un contorno è un tipo di curva nel piano complesso. Negli integrali di contorno, i contorni danno una definizione precisa delle curve sulle quali può essere definito un integrale. Una curva nel piano complesso è definita come una funzione continua da un intervallo chiuso della retta reale al piano complesso: {\displaystyle z\colon [a,b]\to \mathbb {C} }.
Nelle sottosezioni successive restringeremo l'insieme delle curve su cui possiamo integrare per includere solamente quelle che possono essere costruite da un numero finito di curve continue che possono avere una direzione. Inoltre, impediremo ai "pezzi" di incrociarsi, e richiediamo che ogni pezzo abbia una derivata continua e finita (non nulla). Questi requisiti equivalgono a richiedere solo curve che possono essere tracciate, ad esempio da una penna, con una sequenza di tratti regolari, ciascuno che finisce all'inizio del successivo, tutto senza sollevare la penna dal foglio.

### Curve lisce orientate
I contorni sono spesso definiti in termini di curve lisce orientate. Queste forniscono una definizione precisa di "pezzo" di curva liscia, di cui è fatto un contorno.
Una curva liscia è una curva {\displaystyle z\colon [a,b]\to \mathbb {C} } con la derivata continua e non nulla, tale che passi per ogni punto solo una volta ({\displaystyle z} è iniettiva su {\displaystyle (a,b)}), con l'eventuale eccezione di quelle curve i cui estremi sono uguali ({\displaystyle z(a)=z(b)}). Nel caso in cui gli estremi combaciano la curva è detta chiusa, la funzione deve essere iniettiva in ogni altro punto e la derivata deve essere continua in quel punto ({\displaystyle z'(a)=z'(b)}). Una curva liscia non chiusa è spesso chiamata arco liscio.
La parametrizzazione di una curva dà un ordinamento dei punti sulla curva: {\displaystyle z(x)} viene prima di {\displaystyle z(y)} se {\displaystyle x<y.} Questo porta al concetto di curva liscia orientata, molto utile per considerare curve indipendentemente dalla specifica parametrizzazione. Questo può essere fatto considerando classi di equivalenza di curve lisce con la stessa orientazione. Una curva liscia orientata può quindi essere definita come un insieme ordinato di punti nel piano complesso che è l'immagine di una qualche curva liscia nel suo ordine naturale (a seconda della parametrizzazione). Si noti che non tutti gli ordinamenti dei punti sono i naturali ordinamenti di una curva liscia. Infatti, una curva liscia data ha solo due ordinamenti di questo tipo. Inoltre, una curva chiusa singola può avere ogni punto come estremo, mentre un arco liscio ha solo due scelte per i suoi estremi.

### Contorni
I contorni sono la classe di curve sulla quale definiamo l'integrazione di contorno. Un contorno è una curva orientata fatta di una successione finita di curve lisce orientate i cui estremi sono sovrapposti in modo da avere una direzione unica. Questo necessita che la successione di curve {\textstyle \gamma _{1},\ldots ,\gamma _{n}} sia tale che l'ultimo punto di {\displaystyle \gamma _{i}} coincida con il punto di inizio di {\displaystyle \gamma _{i+1}}.
Tutte le curve lisce orientate sono contorni. Anche un singolo punto nel piano complesso è un contorno. Il simbolo {\displaystyle +} si usa spesso per indicare le curve che si concatenano per formare una nuova curva. Perciò potremmo scrivere un contorno {\displaystyle \Gamma } fatto da {\displaystyle n} curve nel modo seguente:
{\displaystyle \Gamma =\gamma _{1}+\gamma _{2}+\gamma _{3}+\cdots +\gamma _{n}.}

## Integrali di contorno
L'integrale di contorno di una funzione complessa {\displaystyle f\colon \mathbb {C} \to \mathbb {C} } è una generalizzazione degli integrali di funzioni a valori reali. Per funzioni continue nel piano complesso, l'integrale di contorno può essere definito, in analogia con l'integrale di linea, definendo per prima cosa l'integrale lungo una curva liscia orientata in termini di un integrale su un parametro reale. Si può dare una definizione più generale in termini di partizioni del contorno, in analogia con le partizioni di un intervallo e l'integrale di Riemann. In entrambi i casi l'integrale su un contorno è definito come la somma degli integrali lungo le curve lisce orientate che formano il contorno.

### Per funzioni continue
Per definire in questo modo l'integrale di contorno bisogna per prima cosa considerare l'integrale, su una variabile reale, di una funzione a valori complessi. Sia {\displaystyle f\colon \mathbb {R} \to \mathbb {C} } una funzione a valori complessi di una variabile reale {\displaystyle t.} Le parti reale e immaginaria di {\displaystyle f} sono spesso indicate rispettivamente con {\displaystyle u(t)} e {\displaystyle v(t),} cosicché
{\displaystyle f(t)=u(t)+iv(t).}
Allora l'integrale della funzione a valori complessi {\displaystyle f} sull'intervallo {\displaystyle [a,b]} è dato da
{\displaystyle \int _{a}^{b}f(t)\,dt=\int _{a}^{b}{\big (}u(t)+iv(t){\big )}\,dt=\int _{a}^{b}u(t)\,dt+i\int _{a}^{b}v(t)\,dt.}
Sia {\displaystyle f\colon \mathbb {C} \to \mathbb {C} } una funzione continua sulla curva liscia diretta {\displaystyle \gamma .} Sia {\displaystyle z\colon \mathbb {R} \to \mathbb {C} } una qualsiasi parametrizzazione di {\displaystyle \gamma } coerente con la sua orientazione. Allora l'integrale lungo {\displaystyle \gamma } si indica
{\displaystyle \int _{\gamma }f(z)\,dz,}
ed è dato da
{\displaystyle \int _{\gamma }f(z)\,dz=\int _{a}^{b}f{\big (}\gamma (t){\big )}\gamma '(t)\,dt.}
Questa uguaglianza è ben definita, cioè il risultato non dipende dalla parametrizzazione scelta. Nel caso in cui l'integrale reale nel membro a destra non esista, si dice che non esiste neanche l'integrale lungo {\displaystyle \gamma .}
La generalizzazione dell'integrale di Riemann a funzioni di variabile complessa è fatta in completa analogia alla definizione per le funzioni dai reali. La partizione di una curva liscia diretta {\displaystyle \gamma } è definita come un insieme finito e ordinato di punti di {\displaystyle \gamma .} L'integrale lungo la curva è il limite delle somme finite di valori della funzione, presi ai punti delle partizioni, nel limite in cui la distanza massima di due punti successivi sulla partizione (nel piano complesso) tende a zero.

## Metodi diretti
Calcolare gli integrali con metodi diretti significa calcolarli con metodi simili a quelli usati per gli integrali curvilinei di funzioni a più variabili. Ciò significa che usiamo il seguente metodo.
- Parametrizzazione del contorno:
il contorno è parametrizzato da una funzione derivabile che manda numeri reali in numeri complessi, oppure il contorno viene diviso in pezzi che vengono parametrizzati separatamente.
- Sostituzione della parametrizzazione nell'integranda:
sostituire la parametrizzazione nell'integranda trasforma l'integrale in uno di una variabile reale.
- Calcolo diretto:
l'integrale viene calcolato con metodi affini agli integrali di variabile reale.

Un risultato fondamentale dell'analisi complessa è che l'integrale di contorno di {\displaystyle 1/z} è {\displaystyle 2\pi i,} dove il contorno scelto è il cerchio unitario percorso in senso antiorario (o qualsiasi curva di Jordan orientata positivamente intorno a {\displaystyle 0}). Nel caso del cerchio unitario c'è un metodo diretto per calcolare l'integrale
{\displaystyle \oint _{C}{\frac {1}{z}}\,dz.}
Nel calcolare l'integrale, usiamo come contorno il cerchio unitario {\displaystyle |z|=1,} parametrizzato da
{\displaystyle z(t)=e^{it},\quad t\in [0,2\pi ];\quad {\frac {dz}{dt}}=ie^{it}}
{\displaystyle \oint _{C}{\frac {1}{z}}\,dz=\int _{0}^{2\pi }{\frac {1}{e^{it}}}ie^{it}\,dt=i\int _{0}^{2\pi }1\,dt={\Big [}\;t\;{\Big ]}_{0}^{2\pi }i=(2\pi -0)i=2\pi i.}

## Applicazione di teoremi
Per calcolare gli integrali di contorno vengono spesso applicati teoremi integrali, cioè viene calcolato un integrale reale in concomitanza con l'integrale di contorno.
I teoremi integrali come la formula integrale di Cauchy o il teorema dei residui sono generalmente usati nel metodo seguente.
- Scelta di un contorno:
il contorno è scelto in modo tale che percorra la parte del piano complesso che descrive l'integrale reale e che racchiuda le singolarità dell'integranda, così da poter applicare la formula integrale di Cauchy o il teorema dei residui.
- Applicazione della formula integrale di Cauchy:
ci si riconduce all'integrazione lungo un cerchio piccolo intorno a ogni polo.
- Applicazione della formula integrale di Cauchy o del teorema dei residui:
l'applicazione di queste formule dà il valore dell'integrale lungo tutto il contorno.
- Divisione del contorno in parte reale e parte immaginaria:
l'intero contorno può essere diviso nel contorno che segue la parte che descrive l'integrale reale (chiamata {\displaystyle R}), e l'integrale che attraversa il piano complesso (chiamato {\displaystyle I}). L'integrale lungo tutto il contorno è la somma dell'integrale lungo ciascuno dei contorni.
- Dimostrazione che l'integrale che attraversa il piano complesso ha contributo nullo nella somma:
se si può mostrare che l'integrale {\displaystyle I} sia zero, o che l'integrale reale cercato sia improprio, allora se si dimostra che l'integrale {\displaystyle I} tende a {\displaystyle 0,} l'integrale lungo {\displaystyle R} tenderà all'integrale lungo il contorno {\displaystyle R+I.}
- Conclusione:
se possiamo fare il passaggio sopra, allora possiamo calcolare l'integrale reale.

### Esempio 1
Consideriamo l'integrale
{\displaystyle \int _{-\infty }^{\infty }{\frac {1}{\left(x^{2}+1\right)^{2}}}\,dx.}
Per calcolare questo integrale, diamo un'occhiata alla funzione a valori complessi
{\displaystyle f(z)={\frac {1}{\left(z^{2}+1\right)^{2}}}}
che ha singolarità in {\displaystyle i} e in {\displaystyle -i.} Scegliamo un contorno che racchiuda la funzione nei reali; qui un semicerchio con il diametro sulla retta reale sarà utile. Il raggio è {\displaystyle a.} Chiamiamo tale contorno {\displaystyle C.}
Ci sono due modi per procedere, con la formula integrale di Cauchy o con il metodo dei residui.

#### Con la formula integrale di Cauchy
Si noti che:
{\displaystyle \oint _{C}f(z)\,dz=\int _{-a}^{a}f(z)\,dz+\int _{\text{Arco}}f(z)\,dz,}
perciò
{\displaystyle \int _{-a}^{a}f(z)\,dz=\oint _{C}f(z)\,dz-\int _{\text{Arco}}f(z)\,dz.}
Inoltre si osservi che
{\displaystyle f(z)={\frac {1}{\left(z^{2}+1\right)^{2}}}={\frac {1}{(z+i)^{2}(z-i)^{2}}}.}
Dato che l'unica singolarità nel contorno {\displaystyle C} è quella in {\displaystyle i,} possiamo scrivere
{\displaystyle f(z)={\frac {\frac {1}{(z+i)^{2}}}{(z-i)^{2}}},}
che mette la funzione nella forma che permette l'applicazione diretta della formula. Quindi,
{\displaystyle \oint _{C}f(z)\,dz=\oint _{C}{\frac {\frac {1}{(z+i)^{2}}}{(z-i)^{2}}}\,dz=2\pi i{\frac {d}{dz}}\left({\frac {1}{(z+i)^{2}}}\right){\Bigg |}_{z=i}=2\pi i\left({\frac {-2}{(z+i)^{3}}}\right){\Bigg |}_{z=i}={\frac {\pi }{2}}.}
Facciamo la derivata prima, nei passaggi qui sopra, perché il polo è di secondo ordine, vale a dire, {\displaystyle (z-i)} è alla seconda, così deriviamo una volta sola {\displaystyle f(z).} Se {\displaystyle (z-i)} fosse al cubo, useremmo la derivata seconda e la divideremmo per {\displaystyle 2!} e così via. Il caso di {\displaystyle (z-i)} non elevato a potenza corrisponde alla funzione non derivata, cioè la stessa {\displaystyle f(z).}
Dobbiamo far vedere che l'integrale lungo l'arco del semicerchio tende a 0 per {\displaystyle a\to \infty }, con il lemma di stima
{\displaystyle \left|\int _{\text{Arco}}f(z)\,dz\right|\leq ML,}
dove {\displaystyle M} è l'estremo superiore di {\displaystyle |f(z)|} lungo l'arco e {\displaystyle L} è la lunghezza dell'arco. Ora,
{\displaystyle \left|\int _{\text{Arco}}f(z)\,dz\right|\leq {\frac {a\pi }{\left(a^{2}-1\right)^{2}}}\rightarrow 0,\qquad {\text{se }}a\rightarrow \infty .}
Quindi
{\displaystyle \int _{-\infty }^{\infty }{\frac {1}{\left(x^{2}+1\right)^{2}}}\,dx=\int _{-\infty }^{\infty }f(z)\,dz=\lim _{a\to +\infty }\int _{-a}^{a}f(z)\,dz={\frac {\pi }{2}}.}

#### Con il metodo dei residui
Consideriamo la serie di Laurent di {\displaystyle f(z)} centrata in {\displaystyle i,} l'unica singolarità che dobbiamo tenere in considerazione. Allora abbiamo
{\displaystyle f(z)={\frac {-1}{4(z-i)^{2}}}+{\frac {-i}{4(z-i)}}+{\frac {3}{16}}+{\frac {i}{8}}(z-i)+{\frac {-5}{64}}(z-i)^{2}+\cdots .}
Il residuo è {\displaystyle -i/4} (per vederlo, si immagini che l'equazione qui sopra venga moltiplicata per {\displaystyle z-i,} ed entrambi i lati integrati con la formula integrale di Cauchy, solo l'integrale del secondo termine verrebbe non nullo), quindi, per il teorema dei residui, abbiamo
{\displaystyle \oint _{C}f(z)\,dz=\oint _{C}{\frac {1}{\left(z^{2}+1\right)^{2}}}\,dz=2\pi i\,\operatorname {Res} _{z=i}f=2\pi i\left(-{\frac {i}{4}}\right)={\frac {\pi }{2}}.}
Così otteniamo lo stesso risultato di prima.

#### Nota sul contorno
Come digressione ci si può chiedere perché non prendiamo il semicerchio per includere l'altra singolarità: {\displaystyle -i.} Per fare in modo che l'integrale lungo l'asse reale si muova nella direzione corretta, il contorno deve essere percorso in senso orario, cioè nella direzione negativa, invertendo così il segno dell'integrale. Ciò non influisce sull'uso del metodo dei residui.

### Esempio 2 – distribuzione di Cauchy
L'integrale
{\displaystyle \int _{-\infty }^{\infty }{\frac {e^{itx}}{x^{2}+1}}\,dx}
(che viene dalla teoria della probabilità come multiplo scalare della funzione caratteristica della distribuzione di Cauchy) "resiste" alle tecniche dell'analisi elementare. Lo calcoleremo esprimendolo come limite di integrali di contorno lungo il contorno {\displaystyle C} che va lungo la retta reale da {\displaystyle -a} ad {\displaystyle a} e poi lungo il semicerchio centrato in 0 di raggio {\displaystyle a,} percorso in senso antiorario. Sia {\displaystyle a>1,} cosicché l'unità immaginaria {\displaystyle i} sia racchiusa nel contorno.
L'integrale diventa
{\displaystyle \int _{C}{\frac {e^{itz}}{z^{2}+1}}\,dz.}
Dato che {\displaystyle e^{itz}}è una funzione intera (non avente singolarità nel piano complesso), l'integranda ha singolarità solo dove il denominatore è nullo, cioè per {\displaystyle z=i} o {\displaystyle z=-i.} Solo uno di questi punti è nella regione limitata dal contorno.
Il residuo di {\displaystyle f(z)} in {\displaystyle z=i} è
{\displaystyle \lim _{z\to i}(z-i)f(z)=\lim _{z\to i}(z-i){\frac {e^{itz}}{z^{2}+1}}=\lim _{z\to i}(z-i){\frac {e^{itz}}{(z-i)(z+i)}}=\lim _{z\to i}{\frac {e^{itz}}{z+i}}={\frac {e^{-t}}{2i}}.}
Secondo il teorema dei residui, si ha
{\displaystyle \int _{C}f(z)\,dz=2\pi i\operatorname {Res} _{z=i}f(z)=2\pi i{\frac {e^{-t}}{2i}}=\pi e^{-t}.}
Il contorno {\displaystyle C} può essere spezzato in una parte dritta e un arco curvo, così
{\displaystyle \int _{\text{retta}}+\int _{\text{arco}}=\pi e^{-t},}
perciò
{\displaystyle \int _{-a}^{a}=\pi e^{-t}-\int _{\text{arco}}.}
Si può far vedere che se {\displaystyle t>0,} allora
{\displaystyle \int _{\text{arco}}{\frac {e^{itz}}{z^{2}+1}}\,dz\to 0,\qquad {\text{per }}a\to \infty .}
Quindi se {\displaystyle t>0,} allora
{\displaystyle \int _{-\infty }^{\infty }{\frac {e^{itx}}{x^{2}+1}}\,dx=\pi e^{-t}.}
Il ragionamento per l'arco intorno a {\displaystyle -i} è simile: se {\displaystyle t<0,} allora
{\displaystyle \int _{-\infty }^{\infty }{\frac {e^{itx}}{x^{2}+1}}\,dx=\pi e^{t},}
e infine si ha:
{\displaystyle \int _{-\infty }^{\infty }{\frac {e^{itx}}{x^{2}+1}}\,dx=\pi e^{-|t|}.}
Se {\displaystyle t=0} l'integrale è risolvibile con metodi di analisi reale e il suo valore è {\displaystyle \pi .}

### Esempio 3 – integrale trigonometrico
Per risolvere gli integrali di funzioni trigonometriche, si possono fare delle sostituzioni che trasformano l'integranda in una funzione razionale di variabile complessa. Ad esempio consideriamo l'integrale
{\displaystyle \int _{-\pi }^{\pi }{\frac {1}{1+3(\cos t)^{2}}}\,dt.}
Facciamo una sostituzione di {\displaystyle z=e^{it}}. Allora
{\displaystyle \cos t={\frac {1}{2}}\left(e^{it}+e^{-it}\right)={\frac {1}{2}}\left(z+{\frac {1}{z}}\right)}
e
{\displaystyle {\frac {dz}{dt}}=iz,\ dt={\frac {dz}{iz}}.}
Chiamando {\displaystyle C} il cerchio unitario, sostituiamo e otteniamo:
{\displaystyle {\begin{aligned}\oint _{C}{\frac {1}{1+3\left({\frac {1}{2}}\left(z+{\frac {1}{z}}\right)\right)^{2}}}\,{\frac {dz}{iz}}&=\oint _{C}{\frac {1}{1+{\frac {3}{4}}\left(z+{\frac {1}{z}}\right)^{2}}}{\frac {1}{iz}}\,dz\\&=\oint _{C}{\frac {-i}{z+{\frac {3}{4}}z\left(z+{\frac {1}{z}}\right)^{2}}}\,dz\\&=-i\oint _{C}{\frac {1}{z+{\frac {3}{4}}z\left(z^{2}+2+{\frac {1}{z^{2}}}\right)}}\,dz\\&=-i\oint _{C}{\frac {1}{z+{\frac {3}{4}}\left(z^{3}+2z+{\frac {1}{z}}\right)}}\,dz\\&=-i\oint _{C}{\frac {1}{{\frac {3}{4}}z^{3}+{\frac {5}{2}}z+{\frac {3}{4z}}}}\,dz\\&=-i\oint _{C}{\frac {4}{3z^{3}+10z+{\frac {3}{z}}}}\,dz\\&=-4i\oint _{C}{\frac {1}{3z^{3}+10z+{\frac {3}{z}}}}\,dz\\&=-4i\oint _{C}{\frac {z}{3z^{4}+10z^{2}+3}}\,dz\\&=-4i\oint _{C}{\frac {z}{3\left(z+{\sqrt {3}}i\right)\left(z-{\sqrt {3}}i\right)\left(z+{\frac {i}{\sqrt {3}}}\right)\left(z-{\frac {i}{\sqrt {3}}}\right)}}\,dz\\&=-{\frac {4i}{3}}\oint _{C}{\frac {z}{\left(z+{\sqrt {3}}i\right)\left(z-{\sqrt {3}}i\right)\left(z+{\frac {i}{\sqrt {3}}}\right)\left(z-{\frac {i}{\sqrt {3}}}\right)}}\,dz.\end{aligned}}}
Le singolarità da considerare sono in {\displaystyle {\tfrac {\pm i}{\sqrt {3}}}.} Sia C1 un cerchio piccolo intorno a  {\displaystyle {\tfrac {i}{\sqrt {3}}},} e C2 un cerchio piccolo intorno a {\displaystyle {\tfrac {-i}{\sqrt {3}}}.} Allora si arriva a:
{\displaystyle {\begin{aligned}-{\frac {4i}{3}}&\left[\oint _{C_{1}}{\frac {\frac {z}{\left(z+{\sqrt {3}}i\right)\left(z-{\sqrt {3}}i\right)\left(z+{\frac {i}{\sqrt {3}}}\right)}}{z-{\frac {i}{\sqrt {3}}}}}\,dz+\oint _{C_{2}}{\frac {\frac {z}{\left(z+{\sqrt {3}}i\right)\left(z-{\sqrt {3}}i\right)\left(z-{\frac {i}{\sqrt {3}}}\right)}}{z+{\frac {i}{\sqrt {3}}}}}\,dz\right]\\&=-{\frac {4i}{3}}\left[2\pi i\left.\left({\frac {z}{\left(z+{\sqrt {3}}i\right)\left(z-{\sqrt {3}}i\right)\left(z+{\frac {i}{\sqrt {3}}}\right)}}\right)\right|_{z={\frac {i}{\sqrt {3}}}}+2\pi i\left.\left({\frac {z}{\left(z+{\sqrt {3}}i\right)\left(z-{\sqrt {3}}i\right)\left(z-{\frac {i}{\sqrt {3}}}\right)}}\right)\right|_{z=-{\frac {i}{\sqrt {3}}}}\right]\\&={\frac {8\pi }{3}}\left[{\frac {\frac {i}{\sqrt {3}}}{\left({\frac {i}{\sqrt {3}}}+{\sqrt {3}}i\right)\left({\frac {i}{\sqrt {3}}}-{\sqrt {3}}i\right)\left({\frac {i}{\sqrt {3}}}+{\frac {i}{\sqrt {3}}}\right)}}+{\frac {-{\frac {i}{\sqrt {3}}}}{\left(-{\frac {i}{\sqrt {3}}}+{\sqrt {3}}i\right)\left(-{\frac {i}{\sqrt {3}}}-{\sqrt {3}}i\right)\left(-{\frac {i}{\sqrt {3}}}-{\frac {i}{\sqrt {3}}}\right)}}\right]\\&={\frac {8\pi }{3}}\left[{\frac {\frac {i}{\sqrt {3}}}{\left({\frac {4}{\sqrt {3}}}i\right)\left(-{\frac {2}{i{\sqrt {3}}}}\right)\left({\frac {2}{{\sqrt {3}}i}}\right)}}+{\frac {-{\frac {i}{\sqrt {3}}}}{\left({\frac {2}{\sqrt {3}}}i\right)\left(-{\frac {4}{\sqrt {3}}}i\right)\left(-{\frac {2}{\sqrt {3}}}i\right)}}\right]\\&={\frac {8\pi }{3}}\left[{\frac {\frac {i}{\sqrt {3}}}{i\left({\frac {4}{\sqrt {3}}}\right)\left({\frac {2}{\sqrt {3}}}\right)\left({\frac {2}{\sqrt {3}}}\right)}}+{\frac {-{\frac {i}{\sqrt {3}}}}{-i\left({\frac {2}{\sqrt {3}}}\right)\left({\frac {4}{\sqrt {3}}}\right)\left({\frac {2}{\sqrt {3}}}\right)}}\right]\\&={\frac {8\pi }{3}}\left[{\frac {\frac {1}{\sqrt {3}}}{\left({\frac {4}{\sqrt {3}}}\right)\left({\frac {2}{\sqrt {3}}}\right)\left({\frac {2}{\sqrt {3}}}\right)}}+{\frac {\frac {1}{\sqrt {3}}}{\left({\frac {2}{\sqrt {3}}}\right)\left({\frac {4}{\sqrt {3}}}\right)\left({\frac {2}{\sqrt {3}}}\right)}}\right]\\&={\frac {8\pi }{3}}\left[{\frac {\frac {1}{\sqrt {3}}}{\frac {16}{3{\sqrt {3}}}}}+{\frac {\frac {1}{\sqrt {3}}}{\frac {16}{3{\sqrt {3}}}}}\right]\\&={\frac {8\pi }{3}}\left[{\frac {3}{16}}+{\frac {3}{16}}\right]\\&=\pi .\end{aligned}}}

### Esempio 3a – integrali trigonometrici (procedimento generale)
Il metodo sopra può essere applicato a tutti gli integrali del tipo
{\displaystyle \int _{0}^{2\pi }{\frac {P{\big (}\sin(t),\sin(2t),\ldots ,\cos(t),\cos(2t),\ldots {\big )}}{Q{\big (}\sin(t),\sin(2t),\ldots ,\cos(t),\cos(2t),\ldots {\big )}}}\,dt,}
dove {\displaystyle P} e {\displaystyle Q} sono polinomi. Si noti che gli estremi di integrazione possono essere {\displaystyle \pi } e {\displaystyle -\pi ,} come nell'esempio precedente, o qualsiasi altra coppia di punti distanti {\displaystyle 2\pi } tra loro.
Il trucco è usare la sostituzione {\displaystyle z=e^{it}} e
{\displaystyle {\frac {1}{iz}}\,dz=dt.}
La sostituzione manda l'intervallo {\displaystyle [0,2\pi ]} nel cerchio unitario. Inoltre,
{\displaystyle {\begin{aligned}\sin(kt)&={\frac {e^{ikt}-e^{-ikt}}{2i}}={\frac {z^{k}-z^{-k}}{2i}},\\\cos(kt)&={\frac {e^{ikt}+e^{-ikt}}{2}}={\frac {z^{k}+z^{-k}}{2}},\end{aligned}}}
così la sostituzione dà una funzione razionale {\displaystyle f(z)} in {\displaystyle z,} e l'integrale diventa
{\displaystyle \oint _{|z|=1}f(z){\frac {1}{iz}}\,dz,}
che è uguale alla somma dei residui nel cerchio unitario.
L'immagine a destra lo raffigura per
{\displaystyle I=\int _{0}^{\frac {\pi }{2}}{\frac {1}{1+(\sin t)^{2}}}\,dt,}
che ora calcoleremo. Il primo passo è riconoscere che
{\displaystyle I={\frac {1}{4}}\int _{0}^{2\pi }{\frac {1}{1+(\sin t)^{2}}}\,dt.}
Sostituire dà
{\displaystyle {\frac {1}{4}}\oint _{|z|=1}{\frac {4iz}{z^{4}-6z^{2}+1}}\,dz=\oint _{|z|=1}{\frac {iz}{z^{4}-6z^{2}+1}}\,dz.}
Il poli di questa funzione sono in {\displaystyle 1\pm {\sqrt {2}}} e {\displaystyle -1\pm {\sqrt {2}}.} Di questi, {\displaystyle 1+{\sqrt {2}}} e {\displaystyle -1-{\sqrt {2}}} sono fuori dal cerchio unitario (in rosso, non in scala), mentre {\displaystyle 1-{\sqrt {2}}} e {\displaystyle -1+{\sqrt {2}}} sono dentro (in blu). I residui corrispondenti sono entrambi uguali a {\displaystyle -i{\sqrt {2}}/16,} quindi l'integrale vale
{\displaystyle I=2\pi i\;2\left(-{\frac {\sqrt {2}}{16}}i\right)=\pi {\frac {\sqrt {2}}{4}}.}

### Esempio 4 – tagli
Consideriamo l'integrale reale
{\displaystyle \int _{0}^{\infty }{\frac {\sqrt {x}}{x^{2}+6x+8}}\,dx.}
Cominciamo considerando l'integrale complesso
{\displaystyle \int _{C}{\frac {\sqrt {z}}{z^{2}+6z+8}}\,dz=I.}
Possiamo usare la formula integrale di Cauchy o il teorema dei residui per ottenere i residui rilevanti. Tuttavia, la cosa importante da notare è che {\displaystyle {\sqrt {z}}=e^{1/2\operatorname {Log} z}}, e la radice ha un taglio. Questo influisce la nostra scelta del contorno {\displaystyle C.} Normalmente il taglio del logaritmo è il semiasse reale negativo, tuttavia, questo rende i calcoli un po' più complicati, quindi scegliamo il semiasse positivo.
Quindi, usiamo il cosiddetto contorno a serratura, che consiste in un cerchio piccolo di raggio ε intorno all'origine, due segmenti antiparalleli tra loro, uno sopra all'asse e uno sotto, e un cerchio grande, come nell'immagine a destra.

Si noti che {\displaystyle z=-2} e {\displaystyle z=-4} stanno dentro al cerchio grande. Questi sono i due poli rimanenti, ottenibili fattorizzando il denominatore dell'integranda. Il punto di diramazione in {\displaystyle z=0} è evitato girando intorno all'origine.
Sia {\displaystyle \gamma } il cerchio piccolo di raggio {\displaystyle \varepsilon }, {\displaystyle \Gamma } il più grande, con raggio {\displaystyle R,} allora
{\displaystyle \int _{C}=\int _{\varepsilon }^{R}+\int _{\Gamma }+\int _{R}^{\varepsilon }+\int _{\gamma }.}
Si può far vedere che gli integrali lungo {\displaystyle \Gamma } e {\displaystyle \gamma } tendono entrambi a 0 per {\displaystyle \varepsilon \to 0} e {\displaystyle R\to \infty ,} per un ragionamento di stima, che lascia due termini. Ora dato che {\displaystyle {\sqrt {z}}=e^{1/2\operatorname {Log} z}}, sul contorno fuori dal taglio, l'argomento guadagna {\displaystyle 2\pi } lungo {\displaystyle \gamma }. (Per l'identità di Eulero, {\displaystyle e^{it}} rappresenta il vettore unitario, che ha {\displaystyle \pi } come suo logaritmo. Questo {\displaystyle \pi } è l'argomento di {\displaystyle z.} Il coefficiente di 1/2 ci obbliga a usare {\displaystyle 2\pi .}) Allora
{\displaystyle \int _{R}^{\varepsilon }{\frac {\sqrt {z}}{z^{2}+6z+8}}\,dz=\int _{R}^{\varepsilon }{\frac {e^{{\frac {1}{2}}\operatorname {Log} z}}{z^{2}+6z+8}}\,dz=\int _{R}^{\varepsilon }{\frac {e^{{\frac {1}{2}}(\log |z|+i\arg {z})}}{z^{2}+6z+8}}\,dz=\int _{R}^{\varepsilon }{\frac {e^{{\frac {1}{2}}\log |z|}e^{{\frac {1}{2}}(2\pi i)}}{z^{2}+6z+8}}\,dz=\int _{R}^{\varepsilon }{\frac {e^{{\frac {1}{2}}\log |z|}e^{\pi i}}{z^{2}+6z+8}}\,dz=\int _{R}^{\varepsilon }{\frac {-{\sqrt {z}}}{z^{2}+6z+8}}\,dz=\int _{\varepsilon }^{R}{\frac {\sqrt {z}}{z^{2}+6z+8}}\,dz.}
Quindi:
{\displaystyle \int _{C}{\frac {\sqrt {z}}{z^{2}+6z+8}}\,dz=2\int _{0}^{\infty }{\frac {\sqrt {x}}{x^{2}+6x+8}}\,dx.}
Usando il teorema dei residui e la formula integrale di Cauchy (prima impiegando il metodo delle frazioni parziali per ottener la somma di due semplici integrali di contorno) si ha
{\displaystyle \pi i\left({\frac {i}{\sqrt {2}}}-i\right)=\int _{0}^{\infty }{\frac {\sqrt {x}}{x^{2}+6x+8}}\,dx=\pi \left(1-{\frac {1}{\sqrt {2}}}\right).}

### Esempio 5 – il quadrato del logaritmo
Questa sezione tratta un tipo di integrale dei quali
{\displaystyle \int _{0}^{\infty }{\frac {\log x}{\left(1+x^{2}\right)^{2}}}\,dx}
è un esempio.
Per calcolare questo integrale, si usa la funzione
{\displaystyle f(z)=\left({\frac {\log z}{1+z^{2}}}\right)^{2}}
e il ramo del logaritmo corrispondente a {\displaystyle -\pi <\arg z\leq \pi .}
Calcoleremo l'integrale di {\displaystyle f(z)} lungo il contorno a serratura raffigurato a destra. Questo integrale è un multiplo dell'integrale iniziale che vogliamo calcolare e per il teorema dei residui abbiamo
{\displaystyle \left(\int _{R}+\int _{M}+\int _{N}+\int _{r}\right)f(z)\,dz=2\pi i{\big (}\operatorname {Res} _{z=i}f(z)+\operatorname {Res} _{z=-i}f(z){\big )}=2\pi i\left(-{\frac {\pi }{4}}+{\frac {1}{16}}i\pi ^{2}-{\frac {\pi }{4}}-{\frac {1}{16}}i\pi ^{2}\right)=-i\pi ^{2}.}
Sia {\displaystyle R} il raggio del cerchio grande, e {\displaystyle r} il raggio di quello piccolo. Denotiamo la linea superiore con {\displaystyle M} e quella inferiore con {\displaystyle N.} Come prima facciamo il limite per {\displaystyle R\to \infty } e {\displaystyle r\to 0.} I contributi dei due cerchi sono nulli. Per esempio, si ha il seguente limite superiore con il lemma ML:
{\displaystyle \left|\int _{R}f(z)\,dz\right|\leq 2\pi R{\frac {(\log R)^{2}+\pi ^{2}}{\left(R^{2}-1\right)^{2}}}\to 0.}
Per calcolare i contributi di {\displaystyle M} e {\displaystyle N} impostiamo {\displaystyle z=-x+i\varepsilon } su {\displaystyle M} e {\displaystyle z=-x-i\varepsilon } su {\displaystyle N,} con {\displaystyle 0<x<\infty }:
{\displaystyle {\begin{aligned}-i\pi ^{2}&=\left(\int _{R}+\int _{M}+\int _{N}+\int _{r}\right)f(z)\,dz\\&=\left(\int _{M}+\int _{N}\right)f(z)\,dz&&\int _{R},\int _{r}{\text{ si annullano}}\\&=-\int _{\infty }^{0}\left({\frac {\log(-x+i\varepsilon )}{1+(-x+i\varepsilon )^{2}}}\right)^{2}\,dx-\int _{0}^{\infty }\left({\frac {\log(-x-i\varepsilon )}{1+(-x-i\varepsilon )^{2}}}\right)^{2}\,dx\\&=\int _{0}^{\infty }\left({\frac {\log(-x+i\varepsilon )}{1+(-x+i\varepsilon )^{2}}}\right)^{2}\,dx-\int _{0}^{\infty }\left({\frac {\log(-x-i\varepsilon )}{1+(-x-i\varepsilon )^{2}}}\right)^{2}\,dx\\&=\int _{0}^{\infty }\left({\frac {\log x+i\pi }{1+x^{2}}}\right)^{2}\,dx-\int _{0}^{\infty }\left({\frac {\log x-i\pi }{1+x^{2}}}\right)^{2}\,dx&&\varepsilon \to 0\\&=\int _{0}^{\infty }{\frac {(\log x+i\pi )^{2}-(\log x-i\pi )^{2}}{\left(1+x^{2}\right)^{2}}}\,dx\\&=\int _{0}^{\infty }{\frac {4\pi i\log x}{\left(1+x^{2}\right)^{2}}}\,dx\\&=4\pi i\int _{0}^{\infty }{\frac {\log x}{\left(1+x^{2}\right)^{2}}}\,dx\end{aligned}}}
che viene
{\displaystyle \int _{0}^{\infty }{\frac {\log x}{\left(1+x^{2}\right)^{2}}}\,dx=-{\frac {\pi }{4}}.}

### Esempio 6 – logaritmi e il residuo all'infinito
Vogliamo valutare
{\displaystyle I=\int _{0}^{3}{\frac {x^{3/4}(3-x)^{1/4}}{5-x}}\,dx.}
Ciò richiede uno studio attento di
{\displaystyle f(z)=z^{3/4}(3-z)^{1/4}.}
Costruiremo {\displaystyle f(z)} in modo tale che abbia un taglio in {\displaystyle [0,3],} mostrato in rosso nel grafico. Per farlo, scegliamo due rami del logaritrmo, mettendo
{\displaystyle z^{3/4}=\exp \left({\frac {3}{4}}\log z\right),\quad {\text{dove }}-\pi \leq \arg z<\pi }
e
{\displaystyle (3-z)^{1/4}=\exp \left({\frac {1}{4}}\log(3-z)\right),\quad {\text{dove }}0\leq \arg(3-z)<2\pi .}
Il taglio di {\displaystyle z^{3/4}} è quindi {\displaystyle (-\infty ,0]} e il taglio di {\displaystyle (3-z)^{1/4}} è {\displaystyle (-\infty ,3].} È facile vedere che il taglio del prodotto, cioè {\displaystyle f(z),} è {\displaystyle [0,3],} perché {\displaystyle f(z)} di fatto è continua in {\displaystyle (-\infty ,0).} Questo perché quando {\displaystyle z=-r<0} e ci avviciniamo al taglio da sopra, {\displaystyle f(z)} ha il valore
{\displaystyle r^{\frac {3}{4}}e^{{\frac {3}{4}}\pi i}(3+r)^{\frac {1}{4}}e^{{\frac {2}{4}}\pi i}=r^{\frac {3}{4}}(3+r)^{\frac {1}{4}}e^{{\frac {5}{4}}\pi i}.}
Quando ci avviciniamo da sotto, {\displaystyle f(z)} ha il valore
{\displaystyle r^{\frac {3}{4}}e^{-{\frac {3}{4}}\pi i}(3+r)^{\frac {1}{4}}e^{{\frac {0}{4}}\pi i}=r^{\frac {3}{4}}(3+r)^{\frac {1}{4}}e^{-{\frac {3}{4}}\pi i}.}
Ma
{\displaystyle e^{-{\frac {3}{4}}\pi i}=e^{{\frac {5}{4}}\pi i},}
così abbiamo continuità attraverso il taglio. Questo è raffigurato nel grafico, dove i cerchi neri orientati sono indicati con il corrispondente valore di argomento del logaritmo usato in {\displaystyle z^{3/4}} e {\displaystyle (3-z)^{1/4}.}
Useremo il contorno mostrato in verde. Per fare questo, dobbiamo calcolare il valore di {\displaystyle f(z)} lungo i segmenti poco sopra e poco sotto il taglio.
Sia {\displaystyle z=r} (nel limite, cioè per il raggio dei due cerchi verdi si riduce a zero), dove {\displaystyle 0\leq r\leq 3.} Lungo il segmento superiore, troviamo che {\displaystyle f(z)} ha il valore
{\displaystyle r^{\frac {3}{4}}e^{{\frac {0}{4}}\pi i}(3-r)^{\frac {1}{4}}e^{{\frac {2}{4}}\pi i}=ir^{\frac {3}{4}}(3-r)^{\frac {1}{4}}}
e lungo il segmento inferiore,
{\displaystyle r^{\frac {3}{4}}e^{{\frac {0}{4}}\pi i}(3-r)^{\frac {1}{4}}e^{{\frac {0}{4}}\pi i}=r^{\frac {3}{4}}(3-r)^{\frac {1}{4}}.}
Segue che l'integrale di {\displaystyle f(z)/5-z} lungo il segmento superiore è {\displaystyle -iI} nel limite, e lungo il segmento inferiore, {\displaystyle I.}
Se possiamo far vedere che gli integrali lungo i due cerchi verdi svaniscono nel limite, allora possiamo avere il valore di {\displaystyle I,} per il teorema dei residui. Sia il raggio dei cerchi verdi {\displaystyle \rho ,} dove {\displaystyle \rho <0,001} e {\displaystyle \rho \to 0,} e applichiamo il lemma ML. Per il cerchio {\displaystyle C_{\mathrm {L} }} sulla sinistra, troviamo
{\displaystyle \left|\int _{C_{\mathrm {L} }}{\frac {f(z)}{5-z}}dz\right|\leq 2\pi \rho {\frac {\rho ^{\frac {3}{4}}3,001^{\frac {1}{4}}}{4,999}}\in {\mathcal {O}}\left(\rho ^{\frac {7}{4}}\right)\to 0.}
Similmente, per il cerchio {\displaystyle C_{\mathrm {R} }} sulla destra, abbiamo
{\displaystyle \left|\int _{C_{\mathrm {R} }}{\frac {f(z)}{5-z}}dz\right|\leq 2\pi \rho {\frac {3,001^{\frac {3}{4}}\rho ^{\frac {1}{4}}}{1,999}}\in {\mathcal {O}}\left(\rho ^{\frac {5}{4}}\right)\to 0.}
Ora, usando il teorema dei residui, abbiamo
{\displaystyle (-i+1)I=-2\pi i\left(\operatorname {Res} _{z=5}{\frac {f(z)}{5-z}}+\operatorname {Res} _{z=\infty }{\frac {f(z)}{5-z}}\right),}
dove il segno meno è dato dalla direzione in senso orario intorno ai residui. Usando il ramo del logaritmo come prima, chiaramente
{\displaystyle \operatorname {Res} _{z=5}{\frac {f(z)}{5-z}}=-5^{\frac {3}{4}}e^{{\frac {1}{4}}\log(-2)}.}
Il polo è in blu nel grafico. Il valore si semplifica a
{\displaystyle -5^{\frac {3}{4}}e^{{\frac {1}{4}}(\log 2+\pi i)}=-e^{{\frac {1}{4}}\pi i}5^{\frac {3}{4}}2^{\frac {1}{4}}.}
Usiamo la formula seguente per il residuo all'infinito:
{\displaystyle \operatorname {Res} _{z=\infty }h(z)=\operatorname {Res} _{z=0}\left(-{\frac {1}{z^{2}}}h\left({\frac {1}{z}}\right)\right).}
Sostituendo, troviamo
{\displaystyle {\frac {1}{5-{\frac {1}{z}}}}=-z\left(1+5z+5^{2}z^{2}+5^{3}z^{3}+\cdots \right)}
e
{\displaystyle \left({\frac {1}{z^{3}}}\left(3-{\frac {1}{z}}\right)\right)^{\frac {1}{4}}={\frac {1}{z}}(3z-1)^{\frac {1}{4}}={\frac {1}{z}}e^{{\frac {1}{4}}\pi i}(1-3z)^{\frac {1}{4}},}
dove abbiamo usato il fatto che {\displaystyle e^{\pi i}=-1} per il secondo ramo del logaritmo. Dopo applichiamo lo sviluppo binomiale, ottenendo
{\displaystyle {\frac {1}{z}}e^{{\frac {1}{4}}\pi i}\left(1-{{\frac {1}{4}} \choose 1}3z+{{\frac {1}{4}} \choose 2}3^{2}z^{2}-{{\frac {1}{4}} \choose 3}3^{3}z^{3}+\cdots \right).}
Concludendo, si ha
{\displaystyle \operatorname {Res} _{z=\infty }{\frac {f(z)}{5-z}}=e^{{\frac {1}{4}}\pi i}\left(5-{\frac {3}{4}}\right)=e^{{\frac {1}{4}}\pi i}{\frac {17}{4}}.}
Infine, il valore di {\displaystyle I} è
{\displaystyle I=2\pi i{\frac {e^{{\frac {1}{4}}\pi i}}{-1+i}}\left({\frac {17}{4}}-5^{\frac {3}{4}}2^{\frac {1}{4}}\right)=2\pi 2^{-{\frac {1}{2}}}\left({\frac {17}{4}}-5^{\frac {3}{4}}2^{\frac {1}{4}}\right){\frac {\pi }{2{\sqrt {2}}}}\left(17-5^{\frac {3}{4}}2^{\frac {9}{4}}\right)={\frac {\pi }{2{\sqrt {2}}}}\left(17-40^{\frac {3}{4}}\right).}

## Rappresentazione integrale
Una rappresentazione integrale di una funzione significa esprimere la funzione in termini di un integrale di contorno. Sono note varie rappresentazioni integrali per molte funzioni speciali. Le rappresentazioni integrali possono essere importanti per ragioni teoriche, ad esempio per dare prolungamento analitico o equazioni funzionali, o talvolta per fare calcoli numerici.

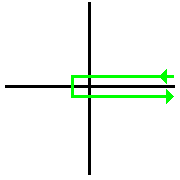
Contorno di Hankel

Ad esempio, la definizione originale della funzione zeta di Riemann {\displaystyle \zeta (s)} tramite serie di Dirichlet,
{\displaystyle \zeta (s)=\sum _{n=1}^{\infty }{\frac {1}{n^{s}}},}
vale solo per {\displaystyle \mathrm {Re} (s)>1,} ma
{\displaystyle \zeta (s)=-{\frac {\Gamma (1-s)}{2\pi i}}\int _{H}{\frac {(-t)^{s-1}}{e^{t}-1}}dt,}
dove l'integrale è fatto lungo il contorno di Hankel, è valida per tutti i complessi {\displaystyle s} diversi da 1.